# アパグループ
アパグループ（英: APA Group）は、ビジネスホテルチェーンアパホテルの開発・運営、マンションの開発・分譲を中心とした不動産デベロッパー。代表の元谷外志雄一族が株式を保有するアパ株式会社、アパグループ株式会社、アパホールディングス株式会社、アパホテル株式会社などの同族会社で企業集団を形成しているが、資本構成の細部は非公表である。本社は東京都港区赤坂。創業以来赤字ゼロを続ける。
なお、不動産賃貸仲介会社のApaman Network及びその親会社のAPAMANとは名称こそ類似するが、何れも全く資本関係の無い別会社である。

## 概要
1971年4月1日に小松信用金庫を退職した元谷外志雄が、同金庫の出資および石川県小松市内の電話交換室跡を間借りして「信金開発株式会社」を設立。同年5月10日から住宅ローンをセットにした戸建注文住宅と建売住宅・分譲地の企画販売を開始する。
信用金庫の関連会社を連想させて顧客の信頼を掴む戦略であったが、設立数年後に大蔵省から信用金庫の関連会社ではないとの指導で「信開産業株式会社」へ改称。元谷外志雄が小松信用金庫の出資分を取得して同族企業となり、「信開（SHINKAI）」の商号で事業展開する。
元々は注文住宅から始まり、含み資産重視の経営を志向。1978年より戸建志向の強い北陸地方で賃貸・分譲マンションの企画販売に進出。元谷外志雄は住宅事業の利益を償却で圧縮できることを目論み、1980年11月30日に信開ホテル株式会社を設立し、1984年12月12日に金沢市に1号店を開業しホテル事業に進出。同年にはマンション事業で東京へ進出し、一時期アーク森ビルに本部を構えていたが、ブラックマンデーの不況を受けて本部を石川県金沢市へ戻す。1986年5月20日に不動産仲介店として「アパートマンションのアパ賃貸館」を石川県に出店。バブル期は北陸地方初のタワーマンションである「信開アーバンシティ」など、住宅開発が中心であった。
バブル崩壊後の1997年7月7日に「信開ホテル<東京板橋>」開業によりホテル事業も東京に進出。「アパホテル<大阪天満>」開業後の1997年11月25日に信開産業からアパ株式会社に商号変更 。商号のアパ (APA) は、元谷外志雄がランドーアソシエイツにブランディングを依頼したもので、「Always Pleasant Amenity」の頭文字から採られた頭字語である。信開アーバンシティなど、アパ改称以前よりランドーアソシエイツが1989年に手掛けた日本航空の3代目ロゴと同じく"Λ"のような形になっている。
創業以来、オイルショック、バブル崩壊など社会的危機が続いた中、黒字経営を続けたが、その秘訣について、元谷外志雄と元谷芙美子は、「不動産は自己所有でそれを運用し儲けているのであって、売買で儲けているわけではない。ホテルも例えばヒルトン、シェラトン、リッツなどは看板だけで自己所有ではないが、うちはみな自己所有だ。総資産は1兆3000億円だ。健全なる事業資金としての銀行借入れは3000億円。高いレバレッジをかけた運用はしない。博打はやらない。銀行は使ってくれ使ってくれと言ってくるので、じゃあ、コンペで決めましょうとメガバンク同士を「1回きりですよ!」と言って競わせている。うちは利益率が高い。だから利益が8割減ってもまだ残る。利益率の低い商売をするからちょっとのことでダメになる」とNewsPicksのHORIE ONEで発言した。
創業31年目となる2002年5月10日に、アパグループの本社機能を石川県金沢市の事務所兼賃貸マンションから買収した東京・赤坂見附のオフィスビルへ移転。
アパグループは元谷外志雄の強いリーダーシップで経営される同族企業で、長らく業績の対外開示に消極的であったが、2015年11月期決算よりアパグループホームページの企業情報に連結の決算公告を掲載するようになった。但し、キャッシュフロー計算書など財務諸表の一部は非開示である。
また、アパホテルやマンションの建築計画表示の看板で、事業主にアパ株式会社ではなく、アパマンション、アパホーム、アパホテル、アパグループ、特定目的会社などの社名のみ表記される物件もあり、これら会社間の資本関係も非公開会社のため明らかにされていない。
従来はグループ全体が会社という概念の意味で、プレスリリースなどでは個別の会社名ではなく「アパグループ」と表記していたが、2012年5月10日をもってアパ都市開発株式会社をアパグループ株式会社に社名変更し、元谷外志雄の長男の元谷一志が代表取締役に就任。グループの運営を統括する会社として位置づけることとなった。
マンション事業は、グループ代表である元谷外志雄が代表を務め、ホテル事業は妻の元谷芙美子が社長を務めるアパホテル株式会社が行っている。
なお2022年4月1日付でアパグループ株式会社の体制変更が発表され、元谷外志雄が同社会長として一歩引いた形となり、長男の元谷一志が同社社長兼CEO、次男の元谷拓が同社専務として経営実務を担うことになった。元谷芙美子は引き続きアパホテル株式会社の社長を務める。
2023年12月、同業の「大江戸温泉物語」チェーンの資産管理会社で、J-REITの大江戸温泉リート投資法人の運用会社である「大江戸温泉アセットマネジメント」を買収することを発表した。チェーンの統合などは行わない方針だが、「大江戸温泉」傘下ホテルの運営をアパグループが受託するような形態などはあり得るとしている。大江戸温泉アセットマネジメント株式会社はアパ投資顧問株式会社に、大江戸温泉リート投資法人は日本ホテル＆レジデンシャル投資法人に商号変更した。
2025年6月、同業で「the b」等のホテルを展開するイシン・ホテルズ・グループを完全子会社化すると発表した。イシン系のホテルは「アパ直」に参加するものの、ブランド統合は行わない方針。

## アパホテル
1980年11月30日設立。1984年12月12日に金沢市に1号店「金沢ファーストホテル（現：アパホテル <金沢片町>）」を開業。以後、「信開ホテル」名称で石川県・富山県で出店を続け、1994年4月1日に信開ホテル社長に元谷芙美子が就任。常に帽子を被った正装で「私が社長です」のキャッチコピーとともに積極的に広告やバラエティー番組などに登場。会社の広告塔であるとしている。日本全国に元谷芙美子の顔をデザインした看板を300ヶ所以上に掲げる。
1997年7月7日に「信開ホテル <東京板橋>」を新築開業し、関東へ進出。板橋駅・大垣駅などJR線路沿いの物件は国鉄清算事業団が保有していた用地を買収したものである。
2005年には西武鉄道から幕張プリンスホテルの土地建物を132億円で買収し、「アパホテル&リゾート〈東京ベイ幕張〉」とする。
東京23区内の出店は板橋や赤坂を除き、2000年代まで既存のビジネスホテルを買収するなど数カ所に留まっていたが、リーマン・ショック以降、事業収益や銀行融資を元手に建設用地の取得を加速し、2010年より「SUMIT-5」と称するドミナント戦略を掲げ、東京都心部と政令指定都市を中心に効率性を重視した「新都市型アパホテル」の新築開業を続けている。2011年9月以降は地場資本のホテル運営会社との提携や買収によるフランチャイズも行い、2016年5月時点で39店舗目となっている。
2015年11月13日、日本国外におけるホテル第1号として、アメリカ・ニュージャージー州のニューアーク・リバティー国際空港付近にアパホテル ウッドブリッジ（APA Hotel Woodbridge）がオープンした。このホテルは旧ヒルトン ウッドブリッジ（Hilton Woodbridge）で、同州で不動産投資を行っている台湾企業のフレンドウェル・グループ（友井集団）とフランチャイズ契約を結んで運営している。
2016年9月6日には岡部 (金属加工)の子会社であったカナダのコーストホテルを取得し、北米エリアでは40ホテル、5,028室を有するホテルチェーンとなった。
アパホテルとしては島根県と高知県を除く45都道府県に展開しており、資本提携しているホテルは島根、高知を含めた全国に存在している。。
ホテル運営客室数は11万9000室以上であり、2024年（令和6年）時点において日本で業界1位（2位は東横イン）である。
- アパホテル帯広駅前（北海道帯広市 旧帯広ワシントンホテル (藤田観光)として竣工、2014年にリブランド。 2017年2月撮影）
- アパパートナーホテルズに加盟している手稲ステーションホテル（北海道札幌市手稲区、2008年12月撮影）
- アパホテル東日本橋駅前（2017年9月撮影）
- アパホテル品川泉岳寺駅前（2019年12月撮影）
- アパホテル倉敷駅前（2015年9月撮影）

### 主要ホテル
- アパホテル&リゾート〈東京ベイ幕張〉（50階建〈国内最高層ホテル〉、2007室）
- アパホテル〈新宿 歌舞伎町タワー〉（28階建、620室）
- アパホテル&リゾート〈横浜ベイタワー〉（35階建、2311室〈1棟の建物では国内最大客室数〉）
- アパホテル&リゾート〈御堂筋本町駅タワー〉（32階建、913室）
- アパホテル&リゾート〈両国駅タワー〉（31階建、1111室）
- アパホテル〈六本木SIX〉（6棟、1001室）
- アパホテル&リゾート 〈新潟駅前大通〉 （19階建、1001室〈新潟市内では最大客室数〉）
- アパホテル&リゾート〈大阪梅田駅タワー〉（34階建、1704室）
- アパホテル&リゾート〈大阪なんば駅前タワー[24]〉（40階建、2,055室〈2024年12月時点で西日本では最大客室数〉）

- アパホテル&リゾート〈東京ベイ幕張〉（2020年7月撮影）
- アパホテル&リゾート〈東京ベイ幕張〉（2014年2月撮影）
- アパホテル〈新宿 歌舞伎町タワー〉（2019年2月撮影）
- アパホテル&リゾート〈横浜ベイタワー〉（2019年7月撮影）

### ホテルの特徴
開業時期にもよるが1ベッドルームは関係法令で定められた最小面積9㎡～11㎡（ユニットバスを含む）にセミダブルベッドを置くことで2名利用に対応するなど、延床面積に対する収容人数を最重視しており、居室のゆとりを売り物とするシティホテルや他ビジネスホテルとは一線を画す設計をしている。そのためベッド上でなければ大型スーツケースが広げられないような部屋もある。既存ホテルの買収による施設を除き、ツインルームはごくわずかしか設置されていない。また、中規模以上のホテルでは「大浴殿」と称する客室利用者専用の循環式大浴場（北陸などごく一部施設のみ温泉）を設置しているが、ユニットバスでの入浴を抑制し光熱費を節約する狙いもある。
宿泊料金は航空運賃を手本に残室数に応じて正規料金をベースに繁閑日で大きく変動させており（ダイナミック・プライシング）、客室稼働率を上げている。観光需要が旺盛であった2015～2018年前後には正規料金を上回る3万円前後の料金で売り出して需給が合致する現象が発生し、高収益に貢献したとされる。一方で新型コロナウイルス感染症の流行の影響を受けた2020～2023年にかけては、1室2～3千円台の低価格で客室を売り出すキャンペーンを度々行ったり、感染者の療養施設・外国からの帰国者の隔離施設として一棟貸しを積極的に行うなどの動きも見られた。
立地は駅に近い割に土地の形がいびつな変形地や裏路地に入った住宅・寺院などと接する土地を周辺相場より安価に取得し、建物を設計している。
2015年以降に新規オープンしたホテルでは、客室テレビでBBCワールドニュースを視聴可能にしているのも大きな特徴（それ以外の系列ホテルでも順次改修を行い対応を行っている）。
- 変形地の一例
アパホテル〈広島駅前大橋〉
大通りから見ると建物が二つに分かれている様に見える。
- 通りの裏から見たら一つの建物である。元々イズミ本社が有り、土地が変形していたためこの様な構造になっている。
- 上から。改めて建物が繋がっていることが確認出来る。立体駐車場を含めアルファベットのF型の土地に建てられている。

## アパマンション
分譲マンションの建築等の事業を行なっているアパマンション株式会社はアパグループのグループ会社で、1971年4月1日に石川県小松市において信金開発株式会社として設立。1997年11月25日よりグループ（信開グループ）の商号がアパグループに変更されたことに伴い、グループ会社の同社名へと商号を変更している。
代表取締役社長は、アパグループ代表の元谷外志雄が兼務。
2000年代のマンションブーム期には関東地方の駅隣接地でアパホテルと一体となった物件（例：アパガーデンパレス高崎）や、300戸以上の大規模物件（例：アパガーデン東鷲宮）を複数開発していたが、#耐震偽装問題によって関東郊外部の新規開発から事実上撤退。現在は北陸・新潟県を中心としたファミリー向けマンション「アパガーデン」「プレミア」と、東京都心・大阪市中心部のプレミアム志向の「CONOE」シリーズを展開している。

## 政治姿勢

### 客室備え付け書籍に関する騒動

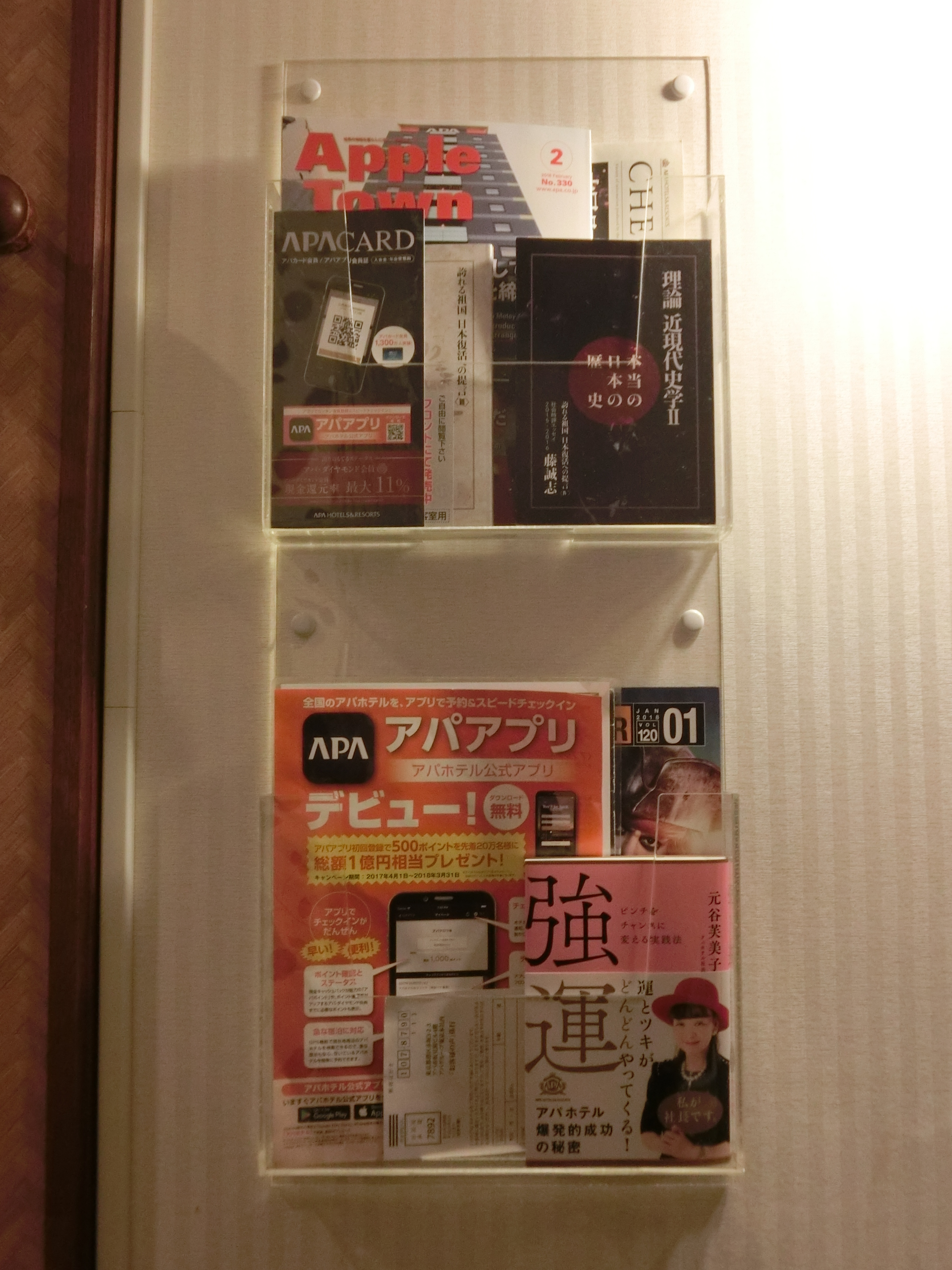
アパホテル客室に備え付けてある各種出版物
上段右の小冊子が話題になった『本当の日本の歴史「理論近現代史学II」』である

元谷外志雄は1990年から刊行したホテル客室備え付けの自社情報誌『アップルタウン』誌面上で、国際政治学者・自由民主党代議士・外交官などとの対談記事や、藤誠志のペンネームを用いて保守系言論の発表を行っており、2008年より「真の近現代史観」懸賞論文を主催している。この懸賞をめぐっては、2008年に田母神俊雄が航空幕僚長を更迭される田母神論文問題の原因となったことから、元谷は歴史学者から「歴史修正主義のプロモーターともいうべき人物」と評されている。
2017年1月15日に宿泊客のアメリカ人と中国人が、日本軍が日中戦争下に於いて行ったとされる南京事件を否定する内容が含まれる『本当の日本の歴史「理論近現代史学II」』が客室に備え付けられていることを中華人民共和国のSNS・微博に動画投稿で公開した。この動画は3日目で7700万回以上再生されている。
1月17日、ホテル側は公式サイトで「書籍は特定の国や国民を批判することを目的としたものではなく、あくまで事実に基づいて本当の歴史を知ることを目的としたもの」とし、「異なる立場から批判を受けたことによる撤去は考えていない」、「日本では言論の自由が保障されているので一方的な圧力によって主張を撤回することは許されない」、などとする見解を表明し、「書籍に掲載されている南京大虐殺に関する部分を転記し、事実に基づいて記載内容の誤りを指摘されるなら参考にしたい」とも述べている。
1月18日、中華人民共和国の旅行会社シートリップなど、複数の大手予約サイトでアパホテルの予約ができなくなった。シートリップは、反中国的な問題ゆえ予約停止にしたとの旨を述べている。また、国家旅遊局は、宿泊予約サイトや旅行業者に対して、広告撤去や利用中止を要求している。
1月25日、大韓民国の大韓体育会は「極右傾向の書籍」と判断し、札幌冬季アジア大会組織委員会と日本オリンピック委員会に撤去を要求している。
札幌冬季アジア大会の選手村として使用されるアパホテルに対し、同大会組織委員会の担当者が口頭で「客室内すべての情報物の撤去」を要請している が、「書籍設置を問題視されての書籍撤去」は行わない方針に変わりはないとしつつも、2015年4月の宿泊施設の選定時点で、代理店から客室内の全ての情報物の撤去の依頼を口頭で受けており、2017年1月30日に正式に書面で室内備品を含む宿泊条件等の要請があったため、指定物品以外の設置は行わないとしている。

#### 反響
アパグループは、客室備え付け書籍に関して寄せられた意見は1万件を超え、ほとんどが肯定的なものであり、代表の元谷は、公式ウェブサイトがサイバー攻撃を受けてダウンしたと述べている。
一連の書籍に関する報道について代表の元谷は「影響はない。1月も、2月も稼働は好調で過去最高の業績」「今やヒルトンやシェラトン並の知名度になった。いずれ何のことか忘れても（アパの）名前は頭に残る」と述べ、同業ホテルを上回る利益率を達成している。
『本当の日本の歴史「理論近現代史学II」』は、話題となった直後に発行部数5万部が完売し、2万部の増刷となった。
時事通信は、これらの対応に北海道知事の高橋はるみが疑問を呈したと報じた。
朝日新聞は、名古屋市市長の河村たかしが書籍配置に理解を示したと報じている。
産経新聞は、外務大臣の岸田文雄が中国による一連の批判に不快感を示したと報じている。同紙論説委員兼政治部編集委員の阿比留瑠比は、「今や本当に30万人もが虐殺されたと信じる日本人はほとんどいないだろう」と書籍の内容に理解を示した上で「国民意識はもはや中国の不当な干渉を許容しない」と主張している。
孫向文は、デイリーニュースオンラインコラム連載記事で、中国の機関TV局中国中央電視台（CCTV）が、アパホテル宿泊を否定するインタビュー映像を連日報道していることについて、「これがプロパガンダを目的とする「やらせ」であることは明白」と主張している。また、中共政府がアパホテル宿泊に反対している理由は、歴史問題ではなく、春節連休シーズンに日本渡航を阻止し、内需を拡大する目的が第一であると分析している。孫は「アパホテルの姿勢は反日思想を持つ中国人が日本に滞在しないためのフィルターの役割を果たしている」とし、従来の方針を維持するとしたアパホテルの対応は正しいと述べた。
また、2017年2月5日に在日中国人の「在日中日民間友好委員会」によるデモ活動が行われたことについては、中国共産党主導であることは明らかであり、参加者は実際は40人程度（主催者発表は300人）、日本国内では親日をアピールする一方で、中国サイトでは「30万人虐殺の真相を伝える」「中華を犯す者を、必ず抹殺する」という中国政府と全く同じプロパガンダを発信していたと主張している。
ケント・ギルバートは、「もし元谷代表が謝罪して本を撤去していたとしたら、泊まる人は減った」と主張し、元谷の対応が一般日本人に評価されてホテルの稼働率が高くなったとしている。また、「左寄りのメディアによる、森友学園、アパホテル、DHCシアターなどへの批判的な報道は一連のものだと言っていい」もので「まとめて潰したい、という思惑」に基づく偏向報道であるとし、「事実を知るほどにバッシングを行っている側がおかしいことが分かってくるはず。ですから、私たちも頑張って事実を広めていかねば」と主張している。
歴史学者の剣持久木は、『本当の日本の歴史「理論近現代史学II」』は「典型的な歴史修正主義プロパガンダ書物」であると評している。

### 「真の近現代史観」懸賞論文
傘下のアパ日本再興財団が「真の近現代史観」懸賞論文を主催している。
田母神俊雄は航空幕僚長在任中の2008年、近代日本の侵略性を否定した論文「日本は侵略国家であったのか」で第1回懸賞論文に応募し、「最優秀藤誠志賞」を受賞した が、内容は政府見解と明白に対立するものであり、これが問題となり更迭された。

## 社会貢献
2020年4月、政府に対し新型コロナウイルス感染者のうち軽症者や無症状者受け入れの打診に全面的に応じる意向を伝えた。また、医療従事者の宿泊についても半額で利用できるようにすると発表した。
2020年11月、新型コロナウイルスの感染拡大に伴い、厚生労働省や都道府県の要請による感染者の宿泊療養先としての一棟貸し出しホテルが、全国で15か所となった。

### 宿泊療養の食事代中間搾取疑惑
新型コロナウイルス感染者の宿泊療養先として利用されているが、大阪の療養者からの「療養中の食事が貧相すぎる」との告発記事を2022年2月にAERA dot.が取り上げた。記事によれば、宿泊療養の食事代は国から1食1,500円を上限に支給されるが、当該利用者の療養中の食事は「朝は飲み物とパン2個」「昼はカツカレー」といったものであり「とても1,500円には似つかず貧相な食事」であったとして「（食事代の）ピンハネをしているのではないか」と糾弾している。大阪府危機管理室災害対策課は取材に対し宿泊療養の利用者から苦情が寄せられている事実を認め「大阪府では1食あたり900円、3食で計2,700円の予算配分」であることを明らかにしている。
さらにAERA dot.による納入業者への取材で実際は1食あたり900円よりも低い金額で発注されていることが判明し、その後「ピンハネ疑惑」が全国で波及していることが内閣府関係者の証言で明らかになった。特に全国で療養ホテルに指定されているアパホテル系列の療養施設に苦情が相次いでいるとしており、一部ではアパホテルが販売している「アパ社長カレー」（後述）とみられる食事が出されたことも明らかになっている。
アパホテル広報は取材に対し、カレーの提供については「第6波になって以前に比べ症状の軽い療養者が多い。カレーを喜んでいただけると取引業者が判断し、メニュー変更となり、当方も問題ないだろうとカレーを提供した。カレーはアパ社長カレーではなく、外部業者が調理したもので現在はカレーの提供はしていない」と答え、ピンハネ疑惑については「一部の宿泊療養ホテルで外部業者に委託をしているが、ホテルによっては多少、必要経費を差し引かせていただいている場合もある。必要経費内容はお弁当の発注業務、届いた弁当の数量・内容のチェック、弁当の設置業務等である」と事実を認めている。大阪府の吉村洋文知事は自身のTwitterで記事を引用し「看護師さんによる検食や府における確認作業を強化します」と改善を明言する投稿をしている。また、東京都でも同ホテルの食事の内容に対し苦情が相次いだため、指導が入ったとされている。

## 耐震偽装問題
2005年に発覚した構造計算書偽造問題を受けて調査していた国土交通省は、2007年1月25日に富山市の設計事務所が構造計算を担当した京都駅周辺のアパホテル2棟に国土交通省の定める耐震基準の7割から8割程度の耐震性しかないことを発表した。
京都市は構造計算書偽造が発覚した市内2棟の使用禁止命令を出したが、M設計士は「京都市の計算が間違っていて、私どもの計算には自信がある」と構造計算書の偽造を否定している。
同日、アパグループはCEO・元谷とアパホテル社長・芙美子が会見を開き、「このようなことになって申し訳ありませんでした」と釈明した。京都市は同年2月1日、問題としたホテル2棟への立ち入り調査を実施した。
なお、2006年2月にアパグループが事業主として富山市の同設計事務所が構造計算書を作成した千葉県成田市と埼玉県鶴ヶ島市の多棟型大型マンションについて、建築確認を行ったイーホームズ社長の藤田東吾が再検査の結果偽装の疑いがあると自治体に内部告発し、工事が中断されていた。その後、同年6月以降、朝日新聞やJ-CASTニュースなど一部メディアの報道で明るみに出た。この件についてアパグループは「藤田を名誉毀損で告訴することを検討している」というコメントを発表した。
国土交通省の指示のもと同事務所が担当した物件の調査を自治体が進めた結果、2007年3月までに京都市のホテル2物件のほか、複数の物件においても耐震強度や門柱の強度の不足が確認されため、補修工事が行われることになった。
同年2月21日、京都市によってアパグループによる耐震補強計画が承認され、翌22日より改修工事が開始された。この工事により建築基準法に適合したと確認され、同年3月31日、4月2日にそれぞれ営業を再開した。
また、藤田が指摘したマンション2物件のうち埼玉県鶴ヶ島市の物件は構造計算の検証ができないことを理由に三分の一程度の建築が進んだ状態で解体され、事業から撤退。その後長谷工コーポレーションと東武鉄道が土地を買収し、2012年に分譲マンションが再建築された。
耐震強度偽装問題によって300億円の銀行融資引上げにあい、保有していた土地の売却を余儀なされるも、翌年発生したリーマン・ショックによって値下がりした土地を大量に購入し大躍進を果たすという怪我の功名となった。なお、都内のアパホテルでは初の大浴場を備えた最大規模の店舗であった2005年開業の「アパホテル <日本橋駅前>」は耐震強度は満たしてはいたものの門柱の強度の不足により一時休業。のち再開されたが、東京日本橋タワーへの再開発を理由に住友不動産に売却され、2010年3月で営業を終了し、わずか5年で解体されている（跡地は東京日本橋タワーに転用）。

## その他

### アパ社長カレー
アパグループでは、独自のレトルトカレーとして『アパ社長カレー』を2011年4月に発売し、アパホテルのフロント等で販売を行っている（製造はベル食品工業に委託）。パッケージには社長の元谷芙美子の写真が大きく掲載されている。
元々はアパホテル直営レストランで販売されるカレーを統一する目的で開発され、金沢カレーをベースに、隠し味にとんかつソース等を加えている。また裏目的として、外部の工場で業務用として生産することでシェフの労務時間を削減する狙いもあった。カレーの開発には、元ホテルニューオータニの料理長である岩崎勇がグループ統括料理長として関わったほか、アパホテル専務の元谷拓がプロデューサーを務めた。当初は「アパホテルの本格派ビーフカレー」という商品名になる予定だったが、発売前の試食の段階で代表の元谷外志雄が「アパホテルといえば社長だろ」と言い出し、「ネーミングを間違うと誰も買わない」「"アパ社長カレー"でどうだ」「それならパッケージにも社長がいなきゃダメだろ」「インパクト重視だ。フロントに置けばいいお土産になるぞ」として現在の形になった。
1食390円（2020年当時）という手頃な価格に抑えたこともあり、忘年会等のビンゴやゴルフコンペなどで下位の景品として使われることが多く、評判も良いという。2021年7月現在、800万食以上を販売している。また消費期限を常温保存で2年間と長く取っており、同社では災害等で物流が途絶えた際の防災備蓄としても利用している。なお2024年4月に価格を1食500円に値上げしたが「その分肉を増量した」という。
2017年からは「アパ社長カレー」専門店の展開も開始。2019年には「アパ社長カレー」飯田橋駅南店が神田カレーグランプリに参戦し3位入賞を果たす。2021年10月には、関東のカレーチェーン「ターリー屋」で期間限定でアパ社長カレーが販売されたほか、2023年4月にはペヤングとのタイアップで「ペヤング アパ社長カレー味やきそば」が発売されるなど、グループ外とのコラボも行っている。

### 年賀はがき
2018年版（発売は2017年の秋）から年賀はがきに広告を載せている。2018年版は消印部分に元谷芙美子社長の写真が入ったもので、宿泊料金500円引きの特典が付いた。2020年版と2021年版では消印部分にアパ社長カレーのイラストが入った。これらは東京都内限定で販売された。

## 他のグループ会社
出典：
- アパホールディングス株式会社
- アパホテル株式会社
- アパ株式会社
- アパホーム株式会社
- アパマンション株式会社
- アパ住宅株式会社
- アパサービス株式会社
- アパグループ株式会社
- アパ総研株式会社
- アパコミュニティ株式会社
- 日本開発ファイナンス株式会社
- アパリゾート株式会社
- 株式会社ホテルグリーンドゥ
- MITコーポレーション株式会社
- アパリアルエステート株式会社
- 株式会社イシン・ホテルズ・グループ
- APA Hotel International Inc. / APA Hotel Canada Inc. / Coast Hotels Ltd.
- アパ投資顧問株式会社
日本ホテル&レジデンシャル投資法人の運用会社

## 提供番組
- ZIP!（日本テレビ・2019年4月1日 - 、月曜）
- グッド!モーニング（テレビ朝日・月曜6時台「依田司の気show予報」〈関東地区のみ〉）
- ウェークアップ → サタデーLIVE ニュース ジグザグ（読売テレビ制作・日本テレビ系※ウェークアップのみ一部地域を除く）
- THE TIME,（TBS・2021年10月1日 -）
- news23（TBS、終盤ローカルセールス枠〈関東地区のみ〉）
- カンブリア宮殿（テレビ東京）
- FNN Live News α（フジテレビ、前半ネットワークセールス枠は隔日、後半ローカルセールス枠（フジテレビのみ）は月曜・土曜〈金曜深夜〉）
- ポップUP!（フジテレビ）
- 日曜報道 THE PRIME (フジテレビ)
- ビートたけしのTVタックル (テレビ朝日)
- 生×カラ!TV（サンテレビ）

過去
- すぽると!（フジテレビ）
- フジテレビ最終版ニュース枠（2017年4月4日 - 、隔日のパターン2、NST新潟総合テレビ除く）
  - ユアタイム→THE NEWSα→FNNプライムニュース α
- 新報道2001→報道プライムサンデー（フジテレビ）
- 情報プレゼンター とくダネ! （フジテレビ）※水曜後半ナショナルスポンサー。
- 直撃!コロシアム!! ズバッと!TV（TBS・2016年4月11日 - 7月25日）
- 好きか嫌いか言う時間（TBS）
- あさチャン!（TBS）
- ガイアの夜明け (テレビ東京)
- TXNニュース（テレビ東京）

## 書籍
- APA HOTEL A PERFECT BOOK（宝島社、2022年4月）ISBN 978-4-299-02391-9[84]